# Allium severtzovioides
Allium severtzovioides är en amaryllisväxtart som beskrevs av Reinhard M. Fritsch. Allium severtzovioides ingår i släktet lökar, och familjen amaryllisväxter. Inga underarter finns listade i Catalogue of Life.